# Cobbova–Douglasova produkční funkce

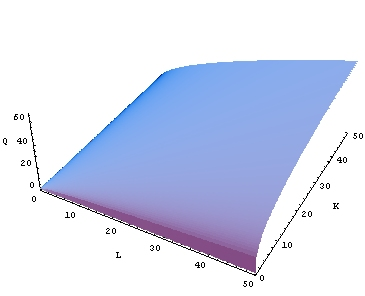
Dvoufaktorová Cobbova–Douglasova produkční funkce

Cobbova–Douglasova produkční funkce je dvoufaktorová produkční funkce vyjadřující vztah mezi objemem vstupů (výrobních faktorů) a velikostí výstupu (produktu). Tato funkce byla navržena a ekonometricky otestována (pomocí metody nejmenších čtverců) americkým ekonomem Paulem Douglasem a matematikem Charlesem Cobbem v roce 1928.
V současné době ji Česká národní banka používá jako jednu z metod při odhadování výše potenciálního produktu. Výhodou této metody výpočtu je možnost analyzovat příspěvek jednotlivých faktorů (produktivity, práce a kapitálu) k růstu potenciálního produktu. Produkční funkce je v ČNB počítána ve třech variantách lišících se použitými vstupními daty.

## Produkční funkce
Produkční funkce má tvar:
Q = ALαKβ,
přičemž:
- Q = objem celkové produkce (peněžní hodnota všech statků vytvořená za dané období)
- L = faktor práce
- K = faktor kapitálu
- A = souhrnná produktivita faktorů
- α a β jsou elasticity výstupu práce a kapitálu, tyto parametry určené dostupnými technologiemi. Tyto koeficienty leží v intervalu (0;1) a jsou většinou odhadovány na základě statistických dat z minulosti.

Podle této funkce je objem reálného důchodu roven úrovni technologie A násobené geometrickým váženým průměrem indexů kapitálu (K) a práce (L).